# Kris Richard
Kris Richard (* 28. Oktober 1979 in Los Angeles, Kalifornien) ist ein US-amerikanischer American-Football-Trainer und ehemaliger -Spieler. Er ist als Trainer der Defensive Backs in der National Football League (NFL) aktiv.

## Spieler
Kris Richard wurde in der dritten Runde des NFL Drafts 2002 von den Seattle Seahawks ausgewählt. Der Defensive Back spielte für dort 38 Spiele, startete jedoch in nur einem einzigen Spiel. Nach drei Jahren wechselte er 2005 zu den Miami Dolphins, wo er aber noch vor Beginn der Saison wegging um bei den San Francisco 49ers zu spielen, wo er seine letzten beiden Saisons verbrachte, dabei jedoch nur ein einziges Spiel spielte. 2007 verpflichteten ihn die Oakland Raiders, er trat jedoch vor Saisonbeginn als aktiver Spieler zurück.

## Trainer
2008 holte ihn Pete Carroll, unter dem er im College gespielt hatte, als Trainer an die University of Southern California (USC). Als die Seattle Seahawks Carroll 2010 als Head Coach anstellten, wechselte Richard ebenfalls zu den Seahawks, wo er als Assistenztrainer der Defensive Backs arbeitete. 2012 wurde zum Trainer der Defensive Backs ernannt, bevor er 2015 zum Defensive Coordinator der Seattle Seahawks befördert wurde, wo er Dan Quinn beerbte. Nachdem die Seahawks in der Saison 2017 die Play-offs verpassten, wurde Richard am 16. Januar 2018 entlassen. Im Anschluss verpflichteten ihn die Dallas Cowboys als Trainer der Defensive Backs und Passing Game Coordinator. Dort verblieb er zwei Saisons. 2021 schloss er sich als Trainer der Secondary den New Orleans Saints an, wo er 2022 zusätzlich die Rolle des Co-Defensive-Coordinators einnahm. Im Februar 2023 trennte sich Richards und die Saints.